# 内比都狩猎旅行公园
内比都狩猎旅行公园 位于 内比都是缅甸一个野生动物园。内比都狩猎旅行公园面积35.1英畝（14.2公頃）的亚洲狩猎旅行区, 面积 3.53英畝（1.43公頃） 的大洋洲狩猎旅行区和面积 59.64英畝（24.14公頃） 的非洲狩猎旅行区。